# Отбойный молоток

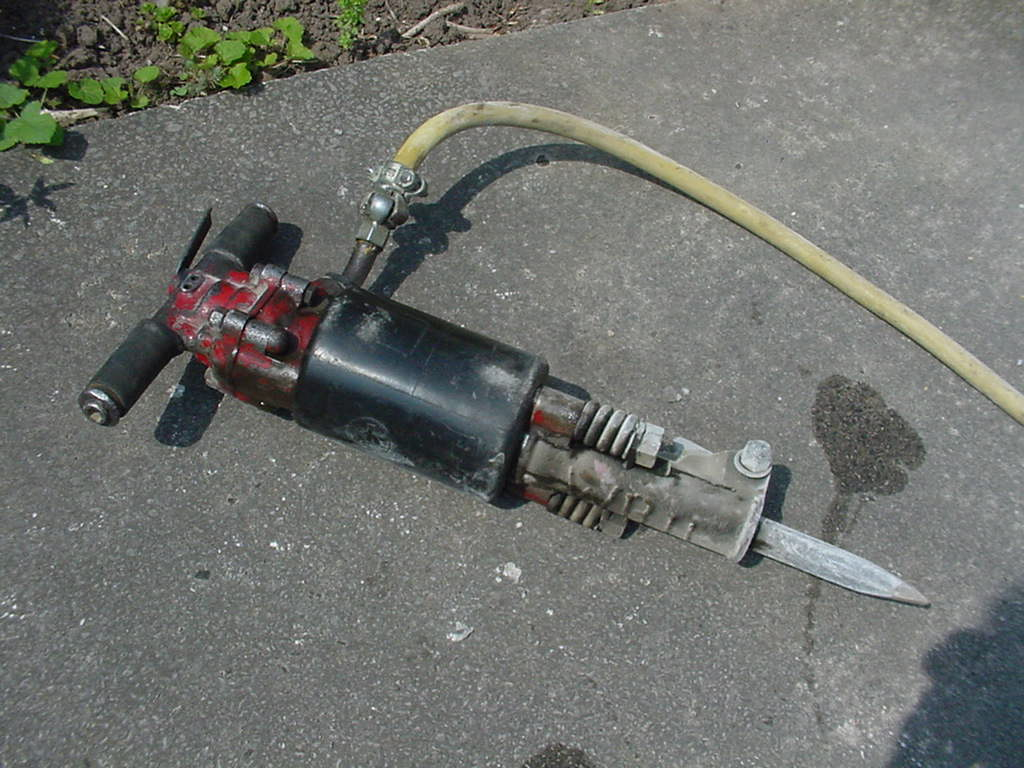
Отбойный молоток

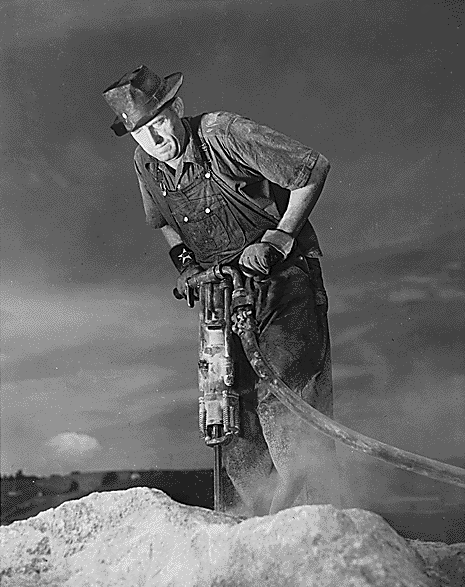

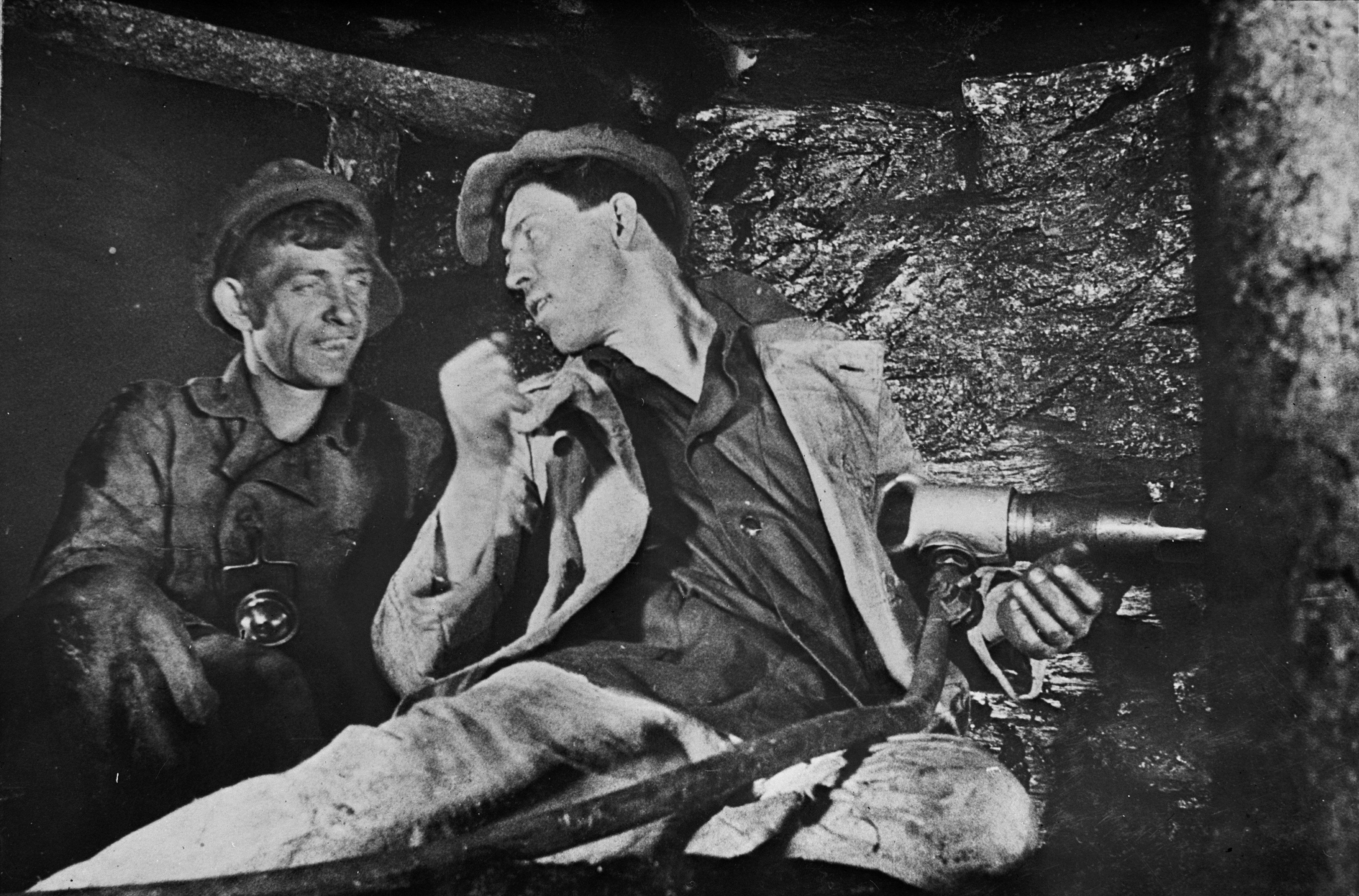
А. Г. Стаханов (справа) за работой

Отбо́йный молото́к — механический ручной инструмент ударного действия, предназначенный для разрыхления и раскалывания не очень крепких материалов, например: осадочных горных пород, асфальта, бетонных конструкций. Рабочим органом обычно является металлическое долото или пика. Механизация инструмента заключается в воздействии на исполнительный орган серии механических импульсов от бойка, который приводится в движение каким-либо приводом. Частота воздействия составляет 16…25 Гц. При сообщении зубилу ударного импульса со стороны бойковой части (затыльника) режущая кромка зубила воздействует на обрабатываемый материал, разрезая его или раскалывая.
По типу привода отбойные молотки подразделяются на:
- пневматические — с приводом сжатым воздухом от компрессора;
- электрические — работающие через преобразование электрической энергии в механическую;
- бензиновые — использующие двигатель внутреннего сгорания, встроенный в корпус молотка.
- гидравлические и пр.

Первый станковый вариант отбойного молотка был изобретён инженером Жерменом Соммейе в конце 1850-х годов.

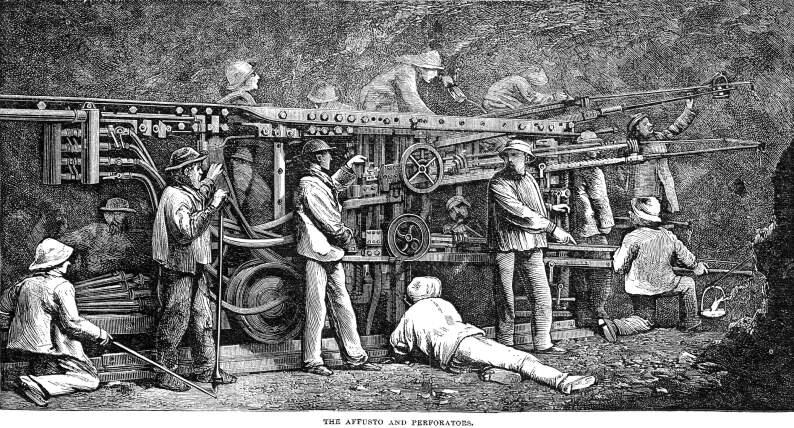
Пневматический отбойный молоток Соммейе

Первый отбойный молоток был изобретён в 1897 году инженером Георгом Лейнером.
30 января 1894 года в Детройте американец Чарльз Кинг запатентовал станковой пневматический перфоратор (отбойный молоток).